# Davyd-Haradotski rajon
Davyd-Haradotski rajon (belarusiska: Давыд-Гарадоцкі раён) var en rajon i Belarusiska SSR, Sovjetunionen mellan 1940 och 1961. Dess centralort var Davyd-Haradok. Fram till 1954 var den del av Pinsk voblast, därefter var den del av Brests voblast.